# Distretto di Mok May
Il distretto di Mok May è uno degli otto distretti (mueang) della provincia di Xiangkhoang, nel Laos. Ha come capoluogo la città di Mok May.